# Afterlife (canción de Dream Theater)
«Afterlife» es la sexta pista del álbum When Dream and Day Unite de la banda de metal progresivo Dream Theater. Fue escrita cuando eran conocidos como Majesty, con la letra original del exvocalista Chris Collins, pero fue reescrita por el también exvocalista Charlie Dominici.

## Diferentes versiones
- La canción aparece en el CD When Dream and Day Unite (con Charlie Dominici), en el CD Majesty Demos (con Chris Collins), y en el DVD Score (Con James Labrie).